# Sisyrinchium zamudioi
Sisyrinchium zamudioi är en irisväxtart som beskrevs av Espejo, López-ferr. och Ceja. Sisyrinchium zamudioi ingår i släktet gräsliljor, och familjen irisväxter. Inga underarter finns listade i Catalogue of Life.